# Vojno Selo
Vojno Selo (en serbe cyrillique : Војно Село) est un village du nord-est du Monténégro, dans la municipalité de Plav.

## Démographie

### Évolution historique de la population
| 1948 | 1953 | 1961 | 1971  | 1981 | 1991  | 2003 |
| ---- | ---- | ---- | ----- | ---- | ----- | ---- |
| 863  | 904  | 995  | 1 086 | 910  | 1 077 | 639  |